# Prati di Caprara
I Prati di Caprara sono un bosco urbano spontaneo della città di Bologna ed ex stadio di calcio, primo campo di gioco del Bologna.

## Localizzazione
Con il toponimo Prati di Caprara si definisce una ex area militare collocata fuori Porta San Felice, nella prima periferia occidentale di Bologna. L'area, di forma irregolare, si sviluppa tra la via Emilia Ponente, in prossimità dell'Ospedale Maggiore, il torrente Ravone e la canaletta Ghisiliera.
L'area è compresa nel quartiere Porto-Saragozza ed è divisa in due dal cosiddetto Asse attrezzato: la zona est, di circa 27 ettari, è interamente rinaturalizzata, mentre la zona ovest (con un'estensione di 12 ettari) è solo parzialmente rinaturalizzata e al suo interno rimangono alcuni edifici della vecchia Caserma San Felice, solo in parte ancora in uso.

## Storia

### Origini

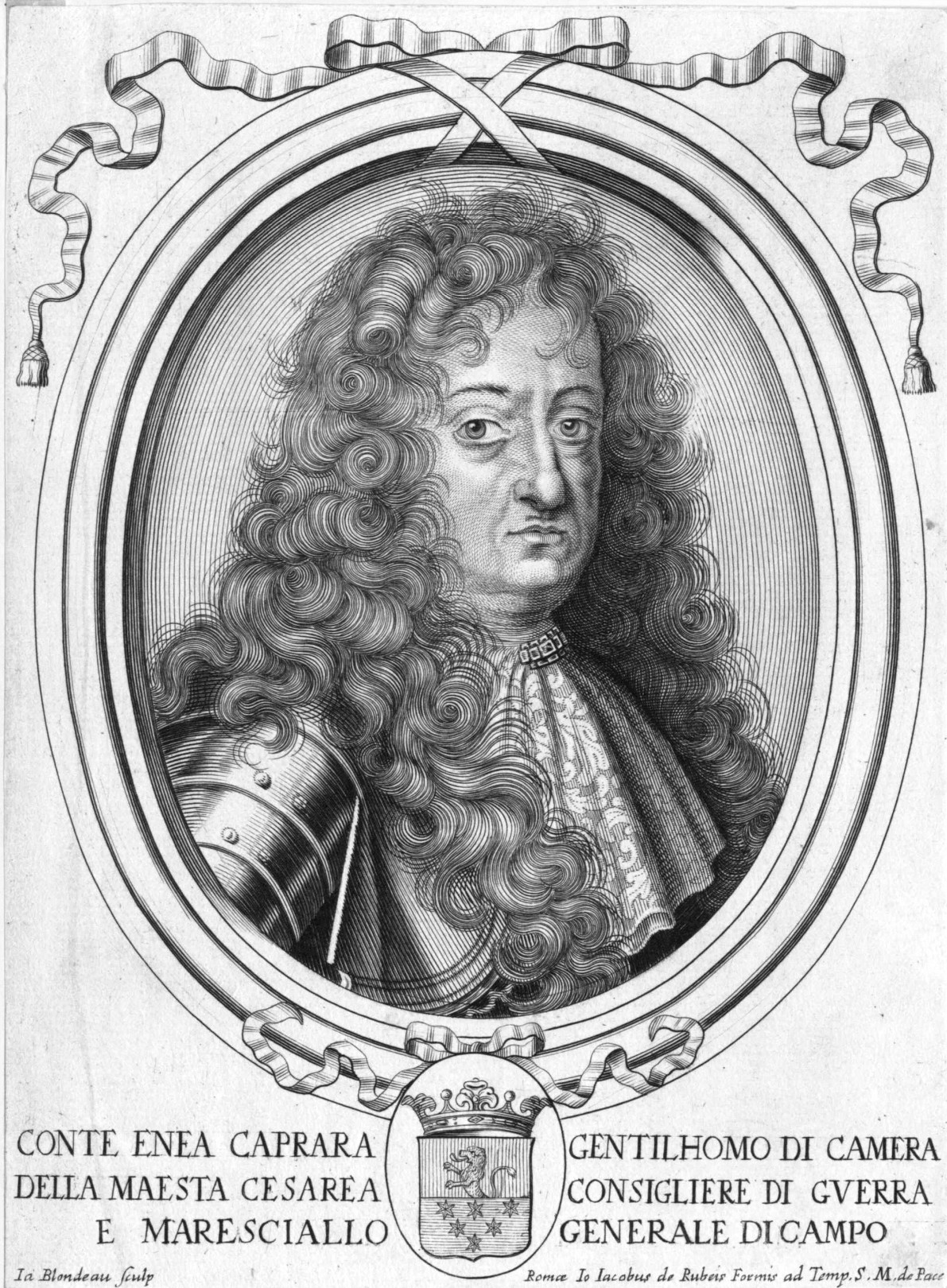
Conte Enea Silvio Caprara, maresciallo austriaco e più noto esponente della famiglia bolognese dei Caprara.

Fino al XVI secolo questa zona a nord della via Emilia era di proprietà della famiglia Ghisilieri, da cui prende il nome la canaletta Ghisiliera. Nel 1506 parte di questi possedimenti vennero ceduti alla famiglia senatoria dei Caprara, molto importante nella Bologna dell'epoca, il cui personaggio più famoso fu il conte Enea Silvio Caprara.
All'epoca la zona era caratterizzata dal regime idraulico del Ravone, ad instabile carattere torrentizio, dunque inadatta alle coltivazioni agricole tipiche della pianura padana. Da ciò deriva la parte del toponimo Prati, indicante una zona umida e alluvionabile. Nonostante ciò, alcune zone vennero bonificate nel corso del tempo: nella parte ovest vennero sistemate tramite la tradizionale piantata padana, mentre una parte ad est verso la via Emilia fu messa a coltura con la cosiddetta sistemazione a cavalletto. Ancora alla metà dell'Ottocento però gran parte dei Prati rimanevano incolti in quanto terreni umidi soggetti ad alluvioni.
Nel 1805 ai prati venne allestita una grandiosa parata militare in onore di Napoleone Bonaparte, in visita ufficiale in città tra il 21 e il 25 giugno.

### Area militare e trasformazioni
In seguito alla Seconda guerra d'indipendenza, con la costituzione nel 1859 di una lega militare dell'Italia centrale, il generale Manfredo Fanti ordinò la costruzione di un sistema di fortificazioni che circondasse Bologna. Da questo momento l'area dei Prati di Caprara divenne di pertinenza militare, con la costruzione del Forte San Felice e di un terrapieno difensivo che tagliava l'area in senso nord-sud.
Nonostante la trasformazione dei Prati di Caprara in piazza d'armi (definiti anche come "Campo di Marte"), vi continuarono a tenersi le corse sportive dei cavalli che già si svolgevano in età preunitaria. Questa prateria pianeggiante e sgombra era infatti un sito ideale per le corse ippiche, che venivano organizzate dalla "Società bolognese per le corse dei cavalli". Nonostante l'apertura nel 1888 del nuovo Ippodromo Zappoli – posizionato sempre fuori Porta San Felice – ai Prati di Caprara si tennero manifestazioni ippiche fino all'inizio del Novecento, sancite dalla costruzione di una nuova pista nel 1887.
Nell'agosto del 1873 i Prati furono il luogo convenuto per il concentramento dei gruppi anarchici legati a Michail Bakunin, presente a Bologna; i cospiratori avevano progettato un'insurrezione in città, pianificando di nascondere ai Prati di Caprara alcune armi. Tuttavia il tentativo insurrezionale venne stroncato sul nascere e fallì. L'episodio sarà ripreso da Riccardo Bacchelli nel romanzo Il diavolo al Pontelungo. Nel 1906 i Prati ospitarono la tappa bolognese della Compagnia del West di Buffalo Bill, in tournée per la seconda volta in Italia. Nel 1909 invece, col permesso delle autorità militari, ospitò i primi incontri del Bologna Football Club.
Negli anni '10 del XX secolo fu trasformato nel primo scalo aeroportuale cittadino. Già nel 1910 fu teatro di una manifestazione aviatoria, mentre il 24 settembre del 1913 atterrò l'asso Francesco Baracca proveniente dal Campo di aviazione di Taliedo. La destinazione d'uso dei Prati di Caprara come aeroporto militare venne confermata il 1º ottobre, ospitando la VIII Squadriglia Aeroplani. In seguito l'aeroporto, intitolato a Fausto Pesci, venne utilizzato anche a scopi civili finché nel 1931 non venne spostato a Borgo Panigale, ovvero l'attuale Aeroporto Marconi. Col trasferimento delle attività aeronautiche i Prati divennero sede di esercitazioni paramilitari e delle manifestazioni del sabato fascista, almeno fino al 1942.
Durante la Prima guerra mondiale vennero costruiti diversi capannoni nella parte est dei Prati, utilizzati come depositi e per servizi bellici; al termine del conflitto alcuni vennero demoliti, mentre altri furono danneggiati dai bombardamenti aerei tra il 1943 e il 1944. Tra il 1940 e il 1942 vennero costruiti altri immobili sempre a scopo militare. In seguito alla liberazione della città, il 26 aprile del 1945 si accampò nella parte meridionale dei Prati un ospedale militare alleato, sotto il comando dell'esercito sudafricano.
Secondo la testimonianza di Giulio Pallotta, sindaco di Fontanelice durante la Liberazione, ai Prati di Caprara di Bologna c'era il campo di concentramento per prigionieri di guerra alleati. "Con la firma dell'armistizio, i cancelli furono aperti e centinaia di prigionieri americani, inglesi, sudafricani, canadesi, indiani e australiani fuggirono dalla città e si dettero alla macchia, verso le colline". Il giorno della Liberazione della città di Bologna dall’occupazione nazifascista, Piazza Maggiore (all’epoca piazza Vittorio Emanuele II) era gremita di cittadini, partigiani, soldati alleati e di blindati, il futuro sindaco di Bologna Giuseppe Dozza, con Zoccoli (Presidente del CLN regionale) e Borghese si affacciarono sul balcone del Comune per salutare i cittadini. La festa fu turbata dal ritrovamento dei cadaveri di Sante Vincenzi e Giuseppe Bentivogli trucidati e abbandonati ai Prati di Caprara dai fascisti in fuga.
Nel 1951 iniziarono le occupazioni della fascia centrale dei Prati di Caprara, con l'obiettivo di insediare qui l'Ospedale Maggiore di via Riva di Reno, distrutto dai bombardamenti. I manifestanti, sostenuti dalla Cooperativa di Consumo di via Emilia Ponente, furono più volte aggrediti e dispersi dalla Celere; nonostante ciò il terreno venne infine ceduto al comune di Bologna e nel 1955 iniziarono i lavori per la costruzione del nuovo complesso ospedaliero, terminato nel 1963.
Nel 1980 vennero depositate le macerie della strage di Bologna presso la caserma San Felice, nei Prati di Caprara ovest.

### Abbandono e riforestazione
A partire dagli anni '70 e '80 del Novecento l'area militare è stata progressivamente abbandonata dall'Esercito; ciò ha permesso il processo di riforestazione spontanea di gran parte della zona. I Prati di Caprara sono rimasti area demaniale fino al 2015, anno in cui sono stati affidati alla società Invimit Sgr, di proprietà del Ministero dell'economia e delle finanze.
I diversi strumenti urbanistici hanno previsto, nel corso del tempo, diversi scopi e usi per l'area dei Prati di Caprara. In particolare, nel 2015 venne adottato un Piano operativo comunale (POC), approvato l'anno successivo, che prevedeva una massiccia edificazione dell'area. La validità del piano è scaduta nell'aprile del 2021; il nuovo Piano Urbanistico Generale (PUG) adottato a dicembre 2020 non prevede indicazioni prescrittive d'uso sui Prati di Caprara.

## Campo da gioco del Bologna Football Club

Prati di Caprara, 16 maggio 1910: Bologna - Inter 0-1

Agli inizi del 1900, il gioco del football a Bologna era ancora in fase embrionale. La città, pur essendo stata una delle culle del calcio dei ginnasti (una delle prime esibizioni in assoluto di calcio giocato in Italia, disputata in piazza VIII agosto a Bologna nel 1891 nell'ambito del ventennale della Virtus, fu fischiatissima dal pubblico bolognese), e nonostante avesse espresso figure come quella di Francesco Gabrielli, ancora non poteva vantare una compagine calcistica di valore assoluto. In città si giocava ormai da anni, ma la disorganizzazione regnava sovrana e diversi club si sciolsero nel giro di poco tempo dalla loro fondazione.
Quando nell'ottobre del 1909 venne fondato il Bologna, i soci, soprattutto nelle figure di Emilio Arnstein e Guido Della Valle, si trovarono subito alle prese con il problema del campo di gioco; in un primo momento la scelta parve cadere sui Giardini Margherita, ma poi, dopo trattative con le autorità militari, venne scelta la piazza d'armi, cioè la zona dei Prati di Caprara. La scelta non fu del tutto casuale: il terreno di gioco non sarebbe costato nulla alle casse sociali del Bologna. Il campo, che era recintato da un alto steccato di legno, tranne sul lato che dava sulla polveriera, doveva essere sgomberato dopo ogni partita giocata; le righe venivano segnate solo in occasione di partite importanti, e le porte erano smontabili e prive di reti.
Ai Prati di Caprara il Bologna vinse il campionato emiliano di terza categoria nel 1910: la prima partita ufficiale del campionato emiliano, che inaugurò il nuovo terreno di gioco, fu disputata il 20 ottobre 1910 contro la Sempre Avanti, match vinto per 10-0 dal Bologna. La seconda partita, giocata nello stesso giorno pochi minuti dopo la vittoria sulla Sempre Avanti, vide come avversario dei rosso-blu i bianchi della Virtus, anch'essi battuti nettamente per 9-1. Il titolo valse al club l'ammissione alla prima categoria dell'anno successivo, il massimo campionato di calcio italiano.
Nel suo pionieristico e pittoresco campo di gioco, il Bologna giocò diverse amichevoli e si fece subito rispettare: 5-0 all'Unione Sportiva Ferrarese e 1-0 all'Hellas Verona (con in palio la Targa Bologna). Tra queste prime amichevoli disputate sul terreno fuori porta San Felice, ci fu la prima vera grande partita giocata dai rosso-blu in ambito nazionale: il 16 maggio 1910, scese ai Prati di Caprara l'Internazionale di Milano campione d'Italia in carica. Tra le sue file giocavano campioni assoluti come Alfred Peterli (capocannoniere del campionato), Virgilio Fossati, ed Ermanno Aebi. Il Bologna, rinforzato dai vicentini Gino Vallesella e Renato Ghiselli, offrì al suo pubblico una prestazione all'altezza dei campioni d'Italia, che vennero più volte messi in difficoltà dai rosso-blu guidati dal capitano Arrigo Gradi: il portiere dei nero-azzurri, Piero Campelli, dovette sfoggiare tutta la sua bravura in diverse occasioni, soprattutto sui tiri effettuati da Antonio Bernabéu. L'Inter passò solo a 10' dal termine della partita, con un gran tiro da venti metri di Peterli che sfruttò un'incertezza del portiere bolognese Orlandi. Nel dicembre del 1910 venne giocata l'ultima partita sul campo dei Prati di Caprara, contro il Firenze Foot-Ball Club, terminata 1-1. Poi il Bologna fece trasloco e si trasferì sul nuovo campo della Cesoia, terreno che si trovava fuori porta San Vitale.

## Descrizione

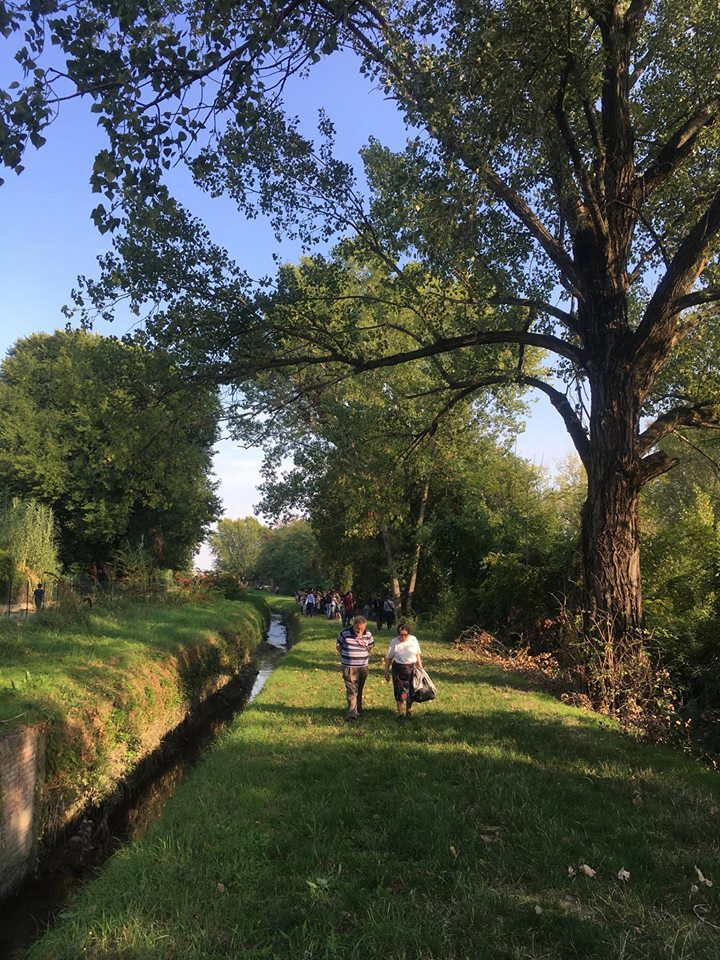
La canaletta Ghisiliera sul confine nord del bosco dei Prati di Caprara Est

Il bosco dei prati di Caprara è un "bosco selvatico urbano", ossia una comunità boschiva risultato di una «successione spontanea della vegetazione che avviene in contesti territoriali urbani e industriali senza che vi sia a monte uno schema di impianto predefinito dall’uomo». 

### Flora

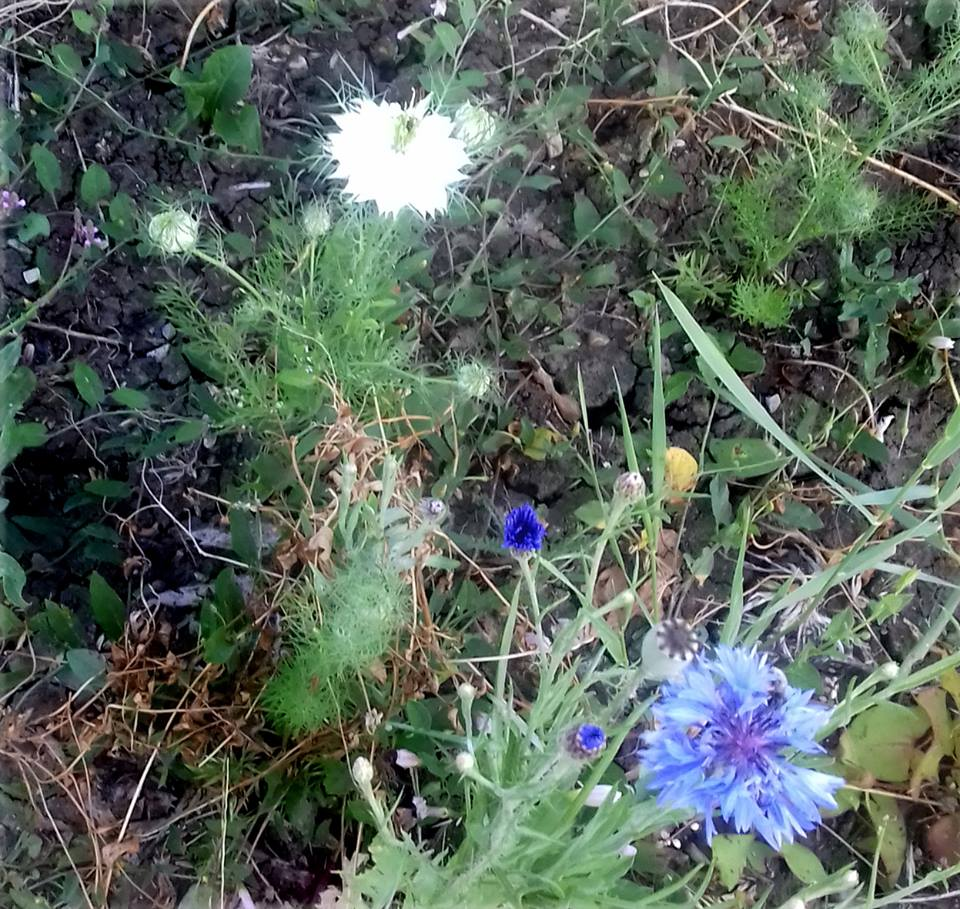
Flora: fiordaliso e nigella bianca

Il piano arboreo dominante maggiormente maturo è prevalentemente costituito da specie pioniere quali la robinia (Robinia pseudoacacia L.), il pioppo bianco (Populus alba L.) e il pioppo canadese (Populus deltoides Marshall). Alcune aree di bosco maggiormente giovane sono dominate da ailanto (Ailanthus altissima (Mill.) Swingle) e frassino meridionale (Fraxinus oxycarpa M.Bieb. ex Willd). Si annoverano esemplari di pioppi e frassini di notevole diametro e altezza di almeno quarant’anni. Tali specie stanno gradualmente lasciando il posto a specie maggiormente tipiche degli ambienti forestali di pianura: sono state infatti osservati vari giovani individui di farnia (Quercus robur L.) e olmo campestre (Ulmus minor Mill.). Dal punto di vista ecologico, l’area presenta numerose nicchie ecologiche fondamentali per la vita di specie animali e vegetali selvatiche difficilmente riscontrabili in aree verdi urbane maggiormente convenzionali: legno in differenti stadi di decomposizione, alberi habitat, microambienti ombrosi ed umidi alternati ad altri maggiormente esposti alla luce diretta del sole e zone di ecotono. I primi sopralluoghi speditivi hanno permesso di contare ben 130 specie vegetali erbacee, arboree e arbustive, molte delle quali nemorali o degli ambienti di margine.

### Fauna
Per quanto riguarda l’avifauna, sono stati censiti numerosissimi canti di Pettirosso (Erithacus rubecula), specie che non nidifica abitualmente nei quartieri urbani delle città di pianura e numerosissimi maschi cantori di Usignolo (Luscinia megarhynchos). La presenza della Gallinella d’acqua (Gallinula chloropus) testimonia che all’interno del bosco vi sono anche zone temporaneamente allagate. Il cielo sopra l’area è stato visitato in modo continuativo da rondoni e da alcune rondini che nonostante non nidifichino certamente all’interno del sito, visitano l’area per alimentarsi (la verticale di aree di questo tipo si riempie facilmente di aeroplancton). Considerazioni simili sono da fare anche per il Falco pellegrino (Falco peregrinus), visto da diversi anni sostare nei pressi dell’Ospedale Maggiore (adiacente al Bosco) e in volo sull’area per ragioni trofiche.

## Nella cultura di massa
I Prati di Caprara sono stati anche teatro della passione di Pier Paolo Pasolini per il gioco del calcio:
(Pier Paolo Pasolini)